# Сапоги-скороходы
Сапоги-скороходы, они же семимильные сапоги — волшебная обувь, которая фигурирует в европейских, в том числе славянских, сказках.
Надевший сапоги получает способность передвигаться с большой скоростью: каждый сделанный шаг переносит владельца сапог на значительное расстояние (отсюда «семимильные», то есть как вариант, каждый шаг равняется семи милям).
В русских сказках сапоги-скороходы хранятся, как правило, в запертом волшебном ларце.

## Практические образцы

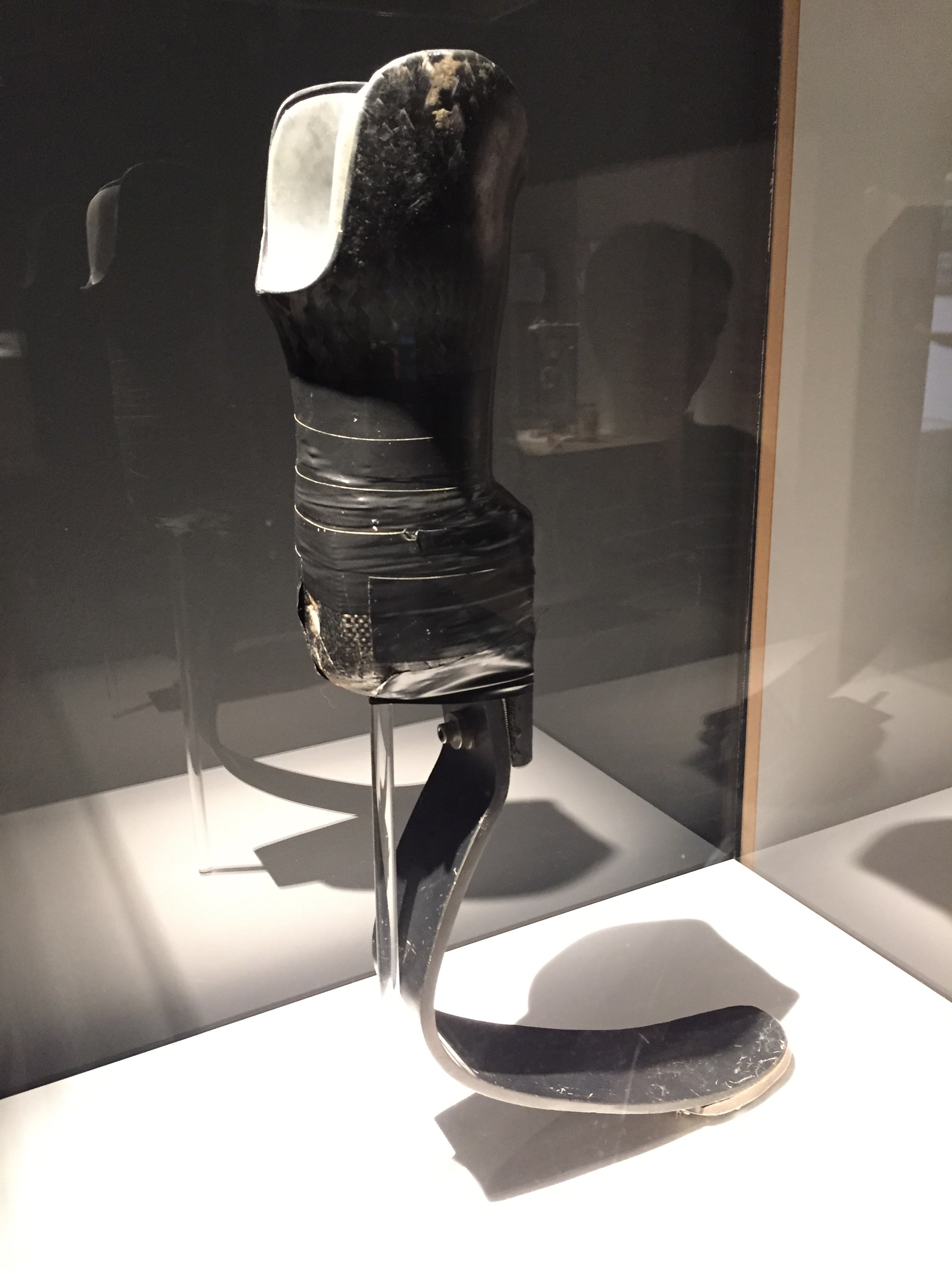
Беговые протезы Эйми Маллинз

Идея создания сапог-скороходов с давних времён будоражит умы изобретателей. В разные годы в различных странах были созданы конструкции, позволяющие снизить затраты физических сил и повысить скорость передвижения человека при ходьбе или беге. Такие решения либо аккумулируют энергию развиваемую ногами человека и рационально её перераспределяют в процессе совершения шага либо используют дополнительный источник энергии (чаще всего — сжатый воздух).
В 1999 году австрийский изобретатель Александр Бок придумал  пружинящие ходули, принцип работы которых основан на строении коленей кенгуру. Запатентовав изобретение в 2004 году и назвав его «специальным тренажёром для бега и прыжков», Александр Бок выпустил его на рынок. По имени изобретателя тренажёры назвали боками, их обладателей — бокерами, а сам вид спорта — бокингом (англ. bocking).